# Recopilación Lapuente-Sola
La Recopilación Lapuente-Sola constituye el primer gran cancionero de la Jota Aragonesa. Recoge los estilos de la jota cantada recopilados por el guitarrista y maestro de cantadores Santiago Lapuente, junto a las variaciones musicales del gran bandurrista Ángel Sola, creadas en su mayoría por este gran maestro de la jota, a quien una prestigiosa enciclopedia definía a comienzos del siglo XX como el fecundo inventor de variaciones. El maestro José María Alvira sería quien finalmente posibilitase su transcripción  para el piano, lo que hizo que en muchas ocasiones esta recopilación fuese también conocida como el Cancionero de Alvira.
La gran Fiesta a la Jota celebrada en Madrid en marzo de 1894, donde Lapuente y Sola fueron los grandes protagonistas, habría de ser el desencadenante de su primera publicación. Las jotas por ellos interpretadas en aquella fiesta, aparecieron por primera vez editadas en un cancionero de 1895 bajo el nombre de «Jota de la Fiesta Madrileña – Repertorio de Jotas Aragonesas de Lapuente y Sola», que contenía en su versión original 22 estilos diferentes, 38 variaciones de la jota y 127 cantares.  Este cancionero sería muy pronto reeditado, apareciendo en esta ocasión directamente bajo el nombre de «Recopilación Lapuente-Sola».
En 1914, poco después del fallecimiento del bandurrista Sola, Santiago Lapuente reeditará otra vez este cancionero añadiéndole el Nuevo Apéndice de Estilos, que contiene otros 15 estilos de la jota cantada, extraídos del más selecto repertorio que esta pareja artística había interpretado por todo Aragón, aunque en esta ocasión no aparecerá incluida la rica colección de cantares publicados en la versión original.
Desde su primera publicación, este cancionero se constituyó en punto de referencia para músicos y cantadores y en fuente primaria de estudio para todos los investigadores de la Jota. Está considerado como el más genuino cancionero de la Jota Aragonesa o una obra de gran valor documental. Fue el primer esfuerzo por sistematizar y registrar la música de sus cantas y se encuentra en él la primera clasificación de los estilos clásicos, así como las variaciones más típicas y popularizadas de la Jota Aragonesa.